# Hochhausgeschichten
Hochhausgeschichten ist ein Fernseh-Mehrteiler in sieben Episoden, der für das Fernsehen der DDR produziert wurde. Die Handlung ist als Familienserie angelegt und wurde von Hans Knötzsch produziert. Die Drehbücher wurden von Gert Billing unter Mitwirkung von Hans Knötzsch (als Regisseur) und dem Chefdramaturg des DDR-Fernsehens Manfred Seidowsky geschrieben.

## Gesellschaftlicher Kontext
Die Produktion gehört zu einem Typus von DDR-Serien, die ab etwa 1978 eingeführt wurde und im Kern auf Erich Honeckers Kritik an einer „bestimmten Langeweile“ zurückging. Er ersetzte eine stark belehrende „Zeigefinger-Dramaturgie“ durch vordergründig humorvolle und liebevolle Alltagsgeschichten, die ideologische Grundsätze und Leitbilder – wie z. B. in der zweiten Folge – in Nebenhandlungen behandelt. Diese Neuausrichtung bezieht die Lebenswirklichkeit der jungen Generation in die Handlung mit ein, an die sich die Serie vorwiegend richtet.
Zur Authentizität der Serie gehört der Konsum von Rock- und Beatmusik, die – ähnlich wie in der DDR-Serie Bühne frei! (ab 1983) und in Ein offenes Haus – auch auf Tanzveranstaltungen mit Livemusik dargeboten wird und als eine gewisse Öffnung und Toleranz gegenüber westlicher Popkultur – auch in der englischen Sprache – verstanden werden kann. Die Serie bereitet damit die Grundlage für eine weitere Entwicklungsstufe zu mehr Authentizität und Aktualität z. B. in der Serie Barfuß ins Bett (1988 und 1990) mit der Darstellung elektronischer Popmusik in einer Diskothek.
Wie auch bei anderen Serien des DDR-Fernsehens wird die Solidarität der Menschen untereinander beschrieben und Heimatgefühl vermittelt. Die Serie thematisiert den hohen Stellenwert der Ehe in der Gesellschaft der DDR.

## Handlung
Die Abkehr von alten Ritualen im DDR-Fernsehen setzt sich auch in der Rahmenhandlung der Serie fort. Die neue sozialistische Gesellschaft wird vom 20-jährigen Monteur Frank Blumhagen und seinem älteren Vorgesetzten Bodo Hanisch repräsentiert, die beide als Konkurrenten die attraktive blondhaarige Anne umwerben, die bereits eine andere Beziehung hinter sich hat und auch altersmäßig zwischen den beiden steht.
Die Serie beginnt damit, dass Frank nach seinem Dienst bei der Nationalen Volksarmee nach Berlin zurückkehrt, wo er als Facharbeiter auf einer Großbaustelle arbeitet. Vieles hat sich in der letzten Zeit verändert, seine Eltern haben ihn mit ihrer Scheidung vor vollendete Tatsachen gestellt. Der junge Baumonteur zieht zu seinem Vater in einen Plattenbau und muss sich neu einleben. Frustriert von dieser Entwicklung versucht er, eine eigene glückliche Familie zu gründen. Doch das ist gar nicht so einfach wie gedacht.
Folgen
1. Rivalen – Bereits in der ersten Folge entwickelt sich der vollständige Handlungsrahmen: Die Kontrahenten Frank und Bodo unterbreiten der umworbenen Anne fast gleichzeitig in der Kantine ihres Betriebs einen Heiratsantrag. Ihr Konkurrenzkampf lässt Franks Liebe fast zum Nebenaspekt werden, führt aber für Bodo zum Erfolg. Die Vernunftehe bietet Anne mehr Sicherheit als die Liebesheirat mit Frank, auch wenn sie dem Familienleitbild der DDR eigentlich widerspricht.
2. Alberts Abschied – Eine unerfahrene Reporterin interviewt Franks Baubrigade, die ihr eine perfekte Baustelle vorgaukelt; aber nicht aufgrund politischer Vorgaben, sondern einfach zum Spaß. Als der Chefredakteur davon erfährt, fordert er, sie solle auch Probleme und ihre Lösungen dokumentieren. Später erfahren Frank und der Rentner Albert, die sich um etwas Individualität der gleichförmig gestalteten Häuser bemühen, dass eigenmächtige fixe Ideen in der sozialistischen Gesellschaft nicht honoriert werden. Über offizielle Eingaben gelingt es doch noch, die Neubausiedlung mit individuellen Hauseingängen zu verschönern und mit Eigeninitiative im Kollektiv eine Kneipe einzurichten, für die Theke und Zapfhahn einer abgerissenen Eckkneipe erhalten bleiben.
3. Das Gartenfest – Franks Vater kauft ein Auto, das bereits auf der ersten Fahrt kaputt geht. Frank, der im Gegensatz zu vielen seiner Kollegen nach Feierabend nicht mehr gerne arbeitet, soll sich an der Reparatur beteiligen und muss deshalb bei Bauleiter Achim etwas dazuverdienen. Er soll Leonardo da Vincis Schöpfungsbild als Mosaik legen. Er zweifelt am Erfolg, doch als er Patricia, die hübsche Tochter des Auftraggebers, kennen lernt, motiviert sie ihn zu Höchstleistungen.
4. Die Tage mit Charlie – In der Urlaubszeit macht Frank Bekanntschaft mit einer Ferienjobberin, für die er die Patenschaft übernehmen soll. Mit Bauhelm und ihrer Arbeitskombination fügt sie sich schnell in die Brigade ein und weiß sich in der Männergesellschaft gut zu behaupten. Als sie sich von Frank privat einladen lässt, entstehen jedoch Gerüchte und Frank hofft, dass sich alles Weitere ergeben wird. Doch dann kommt alles anders und Charlie verliert den Boden unter den Füßen. Jetzt muss sich der Sinn der Patenschaft auf dem Bau ganz anders bewähren als erhofft.
5. Ein Tanz mit dem Vater – Der geschiedene Vater, der Zahnarzt Dr. Tilman Blumhagen, musste in der letzten Zeit mit ansehen, dass Franks Bemühungen um eine feste Beziehung leider erfolglos geblieben sind. Also entschließt er sich, jetzt selbst noch einmal tätig zu werden, allerdings nicht für sich selbst, sondern um seinen Sohn unter die Haube zu bringen. Doch Frank ist das eher peinlich. Und der fünfzigjährige Tilmann handelt mit seiner Forschheit nicht so, wie Frank es sich wünscht.
6. Der Neue, die Neue – Tilman hat erneut geheiratet und damit seinem Sohn zu neuen Stiefgeschwistern verholfen. Bei ihnen macht er sich beliebt, weil er ihnen vor dem Zubettgehen interessante Geschichten vorliest. Doch dann beschäftigen ihn die Probleme seines ehemaligen Kameraden aus der Zeit bei der NVA. Jonas, ein spontaner und lebenslustiger, aber auch leichtsinniger Mensch, bringt seinen Alltag fast aus der Bahn, als der sich in sein Berufsleben einmischt. Ganz gegenteilig ist Maxi, seine neue Frauenbekanntschaft. Sie ist bodenständig und davon überzeugt, dass sich in einer Beziehung alles genau nach Plan entwickeln muss. Doch auch damit ist Frank überfordert, und so steht diese Beziehung auf wackeligen Füßen.
7. Der siebente Himmel – Obwohl Frank und Maxi glauben, füreinander bestimmt zu sein, wird ihre Beziehung einer harten Bewährungsprobe unterworfen. Allein mit Zuneigung und Temperament wird sie nicht zu halten sein. Maxi redet Frank eindringlich ins Gewissen, er solle aus seinem Leben mehr machen als bisher. Frank bekommt die Möglichkeit, ein Ingenieurstudium zu absolvieren, allerdings muss er dazu Berlin verlassen. Er nimmt an und geht nach Cottbus. Jetzt stellt sich die Frage, ob die Beziehung zwischen Maxi und Frank dieser Belastung dauerhaft gewachsen ist. Die Serie endet mit der Frage, ob die Beziehung für die Trennung auf Jahre hinweg stark genug sein wird.

## Produktion und Verbreitung
Die Serie wurde vom Fernsehen der DDR im 4:3-Format in PAL produziert. Sie wurde ab 2. Januar 1981 wöchentlich im Programm von DDR 1 gezeigt und danach noch einmal ab 27. August 1982 im selben Programm wiederholt.
Nach der Wiedervereinigung werden die Rechte vom Filmarchiv des Bundesarchivs wahrgenommen. Lizenziert wurde die Serie neben einer DVD-Produktion auch an das Streamingportal von Dailyme sowie an Amazon Video und iTunes. Sie erschien 2009 auf drei DVDs bei Studio Hamburg. Der Ton wurde dafür in Dolby Digital 2.0 Mono aufbereitet. Die Gesamtspieldauer (inklusive Interview mit Manfred Seidowsky, 2009 und der Dokumentation „Unsere Hausgemeinschaft – Leben in der Platte“, 2006) beträgt 520 Minuten.

## Kritik
Unter dem Stichwort „Allumfassende Solidarität mit Heimatgefühl“ vergleicht die Bundeszentrale für politische Bildung mehrere Familienserien zwischen 1965 und 1987 und beleuchtet ihre Zielsetzung, die sich vom Kampf um Einschaltquoten der westlichen Serien unterscheide. „Modellhaft wurde ein sozialer Mikrokosmos entworfen, in dem jeder wie im wirklichen Leben seinen Platz fand. … Als effektive Methode erwies sich eine Liebenswürdigkeit des Alltags, die sich in kleinen, unprätentiösen Geschichten widerspiegelte“. Das Portal kino.de ergänzt: „Die Stärke der Geschichten sind ganz sicher ihre große Nähe zur Realität, die Autor Gert Billing dank intensiver Recherchen auf einer Berliner Großbaustelle herstellen konnte. Allen, die sich für den DDR-Alltag in den frühen 80ern interessieren, wird die Serie schon allein deshalb gefallen.“